# Pierre Ramus

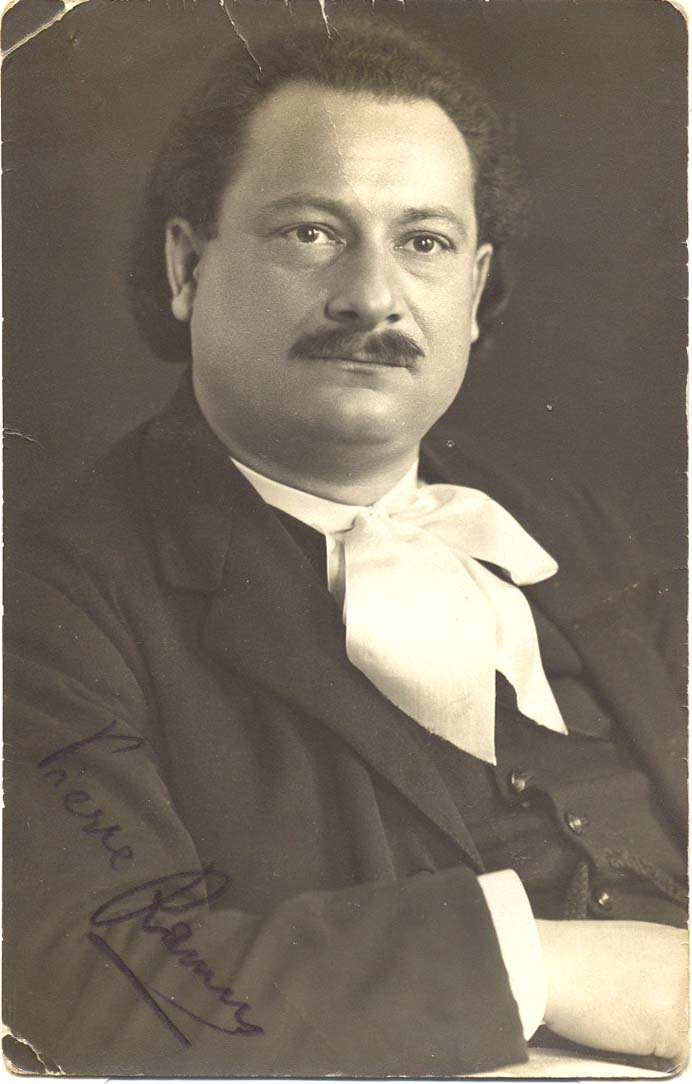
Pierre Ramus, 1924

Pierre Ramus (Pseudonym für Rudolf Großmann; * 15. April 1882 in Wien; † 27. Mai 1942 auf einer Atlantiküberfahrt) war ein Aktivist und Theoretiker des Anarchismus und Pazifismus. Er gilt als bedeutendster Vertreter der anarchistischen Bewegung in Österreich.

## Leben
Rudolf Grossmann war der Sohn des Kaufmanns Samuel Grossmann aus Ungarn und der Sofie Polnauer aus Mähren. Er hatte drei Schwestern. 1898 vom Gymnasium wegen sozialdemokratischer Propaganda ausgeschlossen und mit seinen Eltern zerstritten, wurde er als 16-Jähriger zu Verwandten in die USA geschickt.
Er besuchte Vorlesungen an der Columbia University in New York und war Journalist bei der sozialdemokratischen New Yorker Volkszeitung (1898–1900) und ab 1899 auch bei der oppositionell-sozialdemokratischen Gross-Newyorker Arbeiterzeitung. Er wandte sich im Jahre 1900 unter dem Einfluss von Johann Most und Emma Goldmann dem Anarchismus zu, schrieb für Johann Mosts Zeitschrift Freiheit und engagierte sich als Redner bei Anarchistentreffen. Bereits als 18-Jähriger gab er seine erste Monatszeitung Zeitgeist mit der Humorbeilage Der Tramp in New York heraus. Er schrieb auch Artikel für die Chicagoer Arbeiter-Zeitung und war Redakteur des Chicagoer Sonntagsblattes Die Fackel (1902–1903). 1902 wurde er als angeblicher Streikführer bei einem Streik der Seidenweber von Paterson (New Jersey) zu fünf Jahren Zuchthaus verurteilt. Darauf floh er unter dem Pseudonym Pierre Ramus (nach dem französischen Humanisten Petrus Ramus, 1515–1572) nach England.
Ab 1904 setzte er seine Tätigkeit als Publizist und Redner in anarchistischen Kreisen in London fort. Gleichzeitig besuchte er Vorlesungen in Wirtschaft und Recht an der London School of Economics and Political Science. Unter seinem Schriftstellernamen Pierre Ramus schrieb er für: Rudolf Rockers Wochenschrift Der Arbeiterfreund, die literarische Monatszeitung Germinal, die anarchistische Wochenzeitung Die freie Arbeiterwelt (London 1906), Der freie Arbeiter (Berlin 1904–1907), das gewerkschaftliche Monatsblatt Der freie Zigarettenarbeiter und publizierte die Monatsschrift Die Freie Generation; 1927 hatte er die Leitung der Zeitschrift Der Anarchist. Unter dem Einfluss von Peter Kropotkin wandte er sich dem kommunistischen Anarchismus zu. In Kropotkins Kreis lernte er 1903 seine Frau, die russische Anarchistin Sophie („Sonja“) Ossipowna Friedmann (1884–1974), kennen, sie hatten zwei Töchter und heirateten 1916.
Er kehrte 1907 nach Österreich zurück, wo ihm bereits der Ruf als vielbeachteter Theoretiker und Publizist vorausging. Hier gründete er das anarchistische Organ Wohlstand für Alle (1907–1914), publizierte weiterhin Die Freie Generation und gab das Jahrbuch der Freien Generation (1910–1914) heraus. Im Jahre 1907 war er Delegierter Österreichs am Internationalen Anarchistenkongress in Amsterdam. Er unternahm Vortragsreisen nach Böhmen, Frankreich, England, in die Schweiz und 1908 in zahlreiche Städte in Österreich. Er gründete die Gruppe herrschafts- und gewaltloser Sozialisten (Kropotkinianer und Tolstoianer), die anarchistische Gewerkschaftsföderation für Niederösterreich (1908–1911) und die Freie Gewerkschaftsvereinigung (1911–1914).
1914 – nach der Kriegserklärung von Österreich an Serbien – wurde er zweimal wegen Spionage und Hochverrats verhaftet. Bis zum Kriegsende stand er unter Hausarrest. Seine politischen Kontakte u. a. zu pazifistischen Kreisen konnte er jedoch aufrechterhalten. In dieser Zeit entstanden auch seine drei Hauptwerke: „Die Irrlehre und Wissenschaftslosigkeit des Marxismus im Bereich des Sozialismus“ (1919), „Die Neuschöpfung der Gesellschaft durch den kommunistischen Anarchismus“ (1920) und den „Friedenskrieger im Hinterland“ (1924). 1919 gründete er den Bund herrschaftsloser Sozialisten mit der Zeitschrift Erkenntnis und Befreiung.
In der Zwischenkriegszeit von 1918 bis 1932 brachte ihn sein kompromissloses Festhalten an der Gewaltlosigkeit und sein Antimilitarismus während der „Österreichischen Revolution“ und auch später in offenen Gegensatz zu Sozialdemokraten und Kommunisten. Nach 1918 vertrat er die Anarchisten im Wiener Arbeiterrat, wirkte im Rahmen der Friedensbewegung und bei diversen autonomen Siedlungsprojekten mit. 1933 schlug ihn eine Gruppe von Nationalsozialisten bewusstlos. Wegen seines Engagements für die freiwillige Vasektomie („Vasektomieaffäre“) musste er 1934 für zehn Monate ins Zuchthaus von Karlau bei Graz.
Ramus floh 1938 wegen seiner jüdischen Herkunft und als Anarchist nach dem Anschluss Österreichs. Seine Flucht führte ihn zunächst über die Schweiz, Frankreich und Spanien nach Marokko. Er starb 1942 auf dem Schiff, das ihn zu seiner zuvor geflüchteten Familie nach Mexiko bringen sollte.
1992 wurde in Wien die Pierre-Ramus-Gesellschaft gegründet.

## Schriften (Auswahl)
- William Godwin, der Theoretiker des kommunistischen Anarchismus, Leipzig 1907
- Der Justizmord von Chicago, o. O. 1912, Digitalisat bei Hathi Trust (nur mit US-Proxy) (über die Haymarket-Affäre 1886/87)
- Das anarchistisches Manifest, Berlin 1907, Digitalisat bei archive.org (eine Gegenschrift zum Kommunistischen Manifest)
- Die Irrlehre und Wissenschaftslosigkeit des Marxismus im Bereich des Sozialismus, Wien-Klosterneuburg 1919; Digitalisat bei ZBW Kiel (eine grundsätzliche Analyse einer gemäß Ramus falschen Theorie, verfehlten Methoden, sinnlosen Taktik und fehlenden konkreten Inhalten)
- Die Neuschöpfung der Gesellschaft durch den kommunistischen Anarchismus, Wien-Klosterneuburg 1921, Digitalisat bei Hathi Trust (nur mit US-Proxy) (Ramus' Theorie, die aufgrund der bestehenden Erkenntnisse der menschlichen Natur eine vernünftige Ordnung begründet)
- Francisco Ferrer 10. Januar 1859 – 13. Oktober 1909. Sein Leben und sein Werk. Dritte, vermehrte Auflage. Mit einem Nachwort von Dr. Eugen Heinrich Schmitt. Wien-Klosterneuburg: Verlag Erkenntnis und Befreiung, 1921, Digitalisat bei Hathi Trust (nur mit US-Proxy)
- Friedenskrieger des Hinterlandes, Mannheim 1924 (ein teilweise autobiografischer Roman)
- postum erschien: Die Grundelemente der philosophischen Weltanschauung Max Stirners. In: Widerreden, hg. v. Kurt W. Fleming und Gerhard Senft, Verlag Max-Stirner-Archiv, Leipzig 2001, S. 63–113, 126–128  (Anm.)

## Zeitschriften
- Wohlstand für Alle 1907–1914 (Wien)
- Erkenntnis und Befreiung Erkenntnis und Befreiung 1918–1933 1919 bei anarchismus.at